# Thomas Jefferson (attore)
Thomas Jefferson (New York, 10 settembre 1856 – Hollywood, 2 aprile 1932) è stato un attore statunitense.

## Biografia
Nato in una famiglia di teatranti, Thomas Jefferson era figlio di Joseph Jefferson, famoso attore del teatro americano dell'Ottocento e fratello di William Jefferson. Calcò anche lui le scene teatrali, apparendo a Broadway nei primi anni del Novecento. Passò a lavorare per il cinema, messo sotto contratto dalla Biograph Company, recitando anche per David W. Griffith. Nella sua carriera, che sarebbe durata fino ai primi anni trenta, prese parte a 85 film.

## Filmografia
- Olaf-An Atom, regia di Anthony O'Sullivan - cortometraggio (1913)
- Judith of Bethulia, regia di David W. Griffith (1914)
- Il maestro di scherma (The Fencing Master), regia di Raoul Walsh - cortometraggio (1915)
- The Old Chemist (1915)
- Spettri (Ghosts), regia di George Nichols e John Emerson (1915)
- Pique, regia di Lawrence Marston - cortometraggio (1916)
- L'americano (The Americano), regia di John Emerson (1916)
- The Spender, regia di Charles Swickard (1919)
- Lombardi, Ltd., regia di Jack Conway (1919)
- The Forged Bride, regia di Douglas Gerrard (1920)
- Don't Ever Marry, regia di Victor Heerman, Marshall Neilan (1920)
- A Splendid Hazard, regia di Arthur Rosson (1920)
- The Little Grey Mouse, regia di James P. Hogan (1920)
- White Youth, regia di Norman Dawn (1920)
- Hearts Are Trumps, regia di Rex Ingram (1920)
- My Lady's Latchkey, regia di Edwin Carewe (1921)
- Straight from Paris, regia di Harry Garson (1921)
- Rip Van Winkle, regia di Edward I. Luddy (Edward Ludwig) (1921)
- The Adventures of Tarzan, regia di Robert F. Hill e Scott Sidney (1921)
- The Idle Rich, regia di Maxwell Karger (1921)
- The Vermilion Pencil, regia di Norman Dawn (1922)
- Beauty's Worth , regia di Robert G. Vignola (1922)
- The Thoroughbred, regia di Oscar Apfel (1925)
- Passione di principe (Paid to Love), regia di Howard Hawks (1927)
- Proibito (Forbidden), regia di Frank Capra (1932)